# Étienne Letard
Compléments
Officier de la Légion d'honneur, Officier des Palmes académiques, Officier du Mérite agricole

Étienne Letard, né le 27 mai 1890 à Alençon et mort le 23 octobre 1983 à Saint-Maurice, est un vétérinaire français qui fut professeur de Zootechnie, d'hygiène et d’économie rurale à l’École nationale vétérinaire de Lyon, puis à celle d' Alfort. 

## Biographie
Etienne Letard est né le 27 mai 1890 à Alençon dans une famille de vétérinaires. Le nom de son père, Kléber Letard, est associé à la pratique des premières  inséminations artificielles chez le cheval en France.
Bachelier ès lettres en 1907, il est diplômé de l’École nationale vétérinaire d'Alfort en 1912 et, ayant fréquenté la Faculté de Droit  pendant ses études vétérinaires, il est licencié en Droit en 1913. Il a soutenu sa thèse de Doctorat vétérinaire en 1925, peu après la création de ce titre.
Aux armées de 1914 à 1919, affecté successivement à l'armée française, à l'armée d'Orient, à l'armée russe et à l'armée serbe, il s'éloigna de la profession vétérinaire proprement dite pendant cette longue période puis, de 1919 à 1921, il assura la succession de son père en clientèle. L'activité de praticien l'attirant finalement peu, il devint en 1921 chef de travaux de zootechnie à Alfort, le titulaire de la chaire étant le professeur Paul Dechambre. Il fut nommé, après concours, professeur de zootechnie, d'hygiène et d'économie rurale à L’École vétérinaire de Lyon en 1925. Il revint à Alfort en 1934 pour succéder au Professeur Dechambre et y resta jusqu'à sa retraite en 1960. Il eut pour collaborateur Marcel Théret.
Ses activités d'enseignant se firent également à l'Institut d’Élevage et de Médecine vétérinaire des Pays tropicaux, à l'Institut national d'Agronomie de la France d'Outre-mer et à l’École supérieure du Bois. Il fut par ailleurs membre du Conseil supérieur de l’Élevage et du Comité consultatif vétérinaire du Ministère de la Guerre.

## Œuvres et publications
Les publications d’Étienne Letard sont nombreuses et portent sur des aspects divers de la discipline zootechnique dans son ensemble, laquelle incluait la nutrition et l'alimentation animales jusqu'à la création d'une chaire spécialisée qui fut occupée par le professeur Raymond Ferrando en 1957. On les trouve surtout dans la Revue de Zootechnie, qui cessa de paraître en 1939, dans diverses revues vétérinaires et dans les actes de nombreux congrès nationaux et internationaux. On peut les ranger dans quatre catégories : la génétique, l'insémination artificielle, l'hygiène alimentaire et des travaux divers.
Dans les années 1920, la génétique appliquée à l'élevage n'en était qu'à ses débuts, avec une large méconnaissance des mécanismes de l'hérédité des caractères quantitatifs : on ne connaissait guère que les lois de Mendel. Les observations faites par le Professeur Letard sur diverses particularités et anomalies (pelage  Rex du lapin, alopécie chez le chien et le chat, troubles locomoteurs chez le lapin) contribuèrent à concrétiser l'intérêt des lois de Mendel chez les animaux domestiques. Des conclusions pratiques en ont été dégagées, applicables à l'élevage. Ces travaux ont fait l'objet d'une large communication aux niveaux national et international. Après la seconde guerre mondiale, alors qu'en Russie, le   Mitchourinisme  devenait la référence officielle en matière d'hérédité, Étienne Letard démonta brillamment les bases de cette doctrine  que défendait  Lyssenko.
Attaché à l'étude des pratiques de reproduction chez les  animaux domestiques, il a été le premier en France, en 1924, à signaler les applications possibles de l'insémination artificielle en élevage. En 1937, il fit les premières démonstrations publiques d'insémination dans l'espèce bovine et, à la suite de missions officielles en URSS et en Italie, il fut également le premier à faire connaître et diffuser les méthodes de dilution, de conservation, de transport du sperme et à dresser un plan rationnel de lutte contre la stérilité. Dans les années 1950, l'INRA créa à Alfort et rattacha à la chaire de Zootechnie un laboratoire sur l'insémination artificielle, dont la direction fut confiée au Professeur Letard. Ce laboratoire prit par la suite son indépendance et rejoignit l'UNCEIA (Union nationale des Coopératives d’Élevage et d'Insémination artificielle).  
A la tête des laboratoires d'hygiène alimentaire de Lyon et d'Alfort, Étienne Letard s'occupa de différents problèmes relatifs à l'alimentation des animaux domestiques. Il fut parmi les premiers à montrer l'importance de la vitamine D chez ces derniers. Il travailla également sur les méthodes de rationnement, les équilibres alimentaires, le rôle des graisses dans l'alimentation du bétail, les aliments irradiés, l'emploi du riz et de dérivés de l'industrie du coton. Il publia une série d'études monographiques de divers aliments.
La zootechnie étant une discipline très diversifiée, le professeur Letard s'est intéressé également à des problèmes variés concernant l'élevage.  On peut citer : la climatologie appliquée aux conditions d'entretien et au logement des animaux, la psychologie de ces derniers, avec une remarquable étude sur les paniques animales, l'histoire de la domestication, spécialement des animaux de trait, les méthodes de jugement des animaux et le contrôle de leur aptitude au travail, la longévité des espèces domestiques. 
Outre son œuvre scientifique ayant donné lieu à publications, Etienne Letard s’impliqua au comité de rédaction de plusieurs revues : Recueil de médecine vétérinaire, Journal de médecine vétérinaire et de Zootechnie des Écoles vétérinaires de Lyon et de Toulouse, Revue des abattoirs et des industries animales, Le lait. Il fut par ailleurs rédacteur en chef de la Revue de Zootechnie à la suite de Dechambre.

## Personnalité
Homme très cultivé, ce qui ne manquait pas de se traduire dans ses cours, conteur brillant à l'esprit toujours en éveil, le professeur Letard était un grand collectionneur et amateur d'art, toujours à la recherche de quelque chose de nouveau et d'original.
Fils de vétérinaire, ayant lui-même eu l'expérience de la clientèle, il connaissait très bien l'histoire de la profession vétérinaire et était soucieux de l'image et de l'avenir de celle-ci. Auteur de « Les vétérinaires vus par les littérateurs », ouvrage qui présentait des points de vue contrastés, il pressentit la nécessité pour la profession de revoir ses pôles d'intérêt et son mode de fonctionnement. Les changements radicaux dans l'agriculture et en élevage à partir des années 1950 le confortèrent dans cette idée. Il ne cessa de diffuser aux confrères le conseil de ne pas limiter leurs activités à l'animal malade mais de s'impliquer du côté de l'animal sain. Il leur recommandait donc de redevenir les zootechniciens qu'ils n'auraient jamais du cesser d'être. Il n'a guère été suivi, l'image « médicale » de la profession n'ayant pas cessé de s'affirmer, surtout depuis le développement spectaculaire des activités sur les animaux de compagnie.
Étienne Letard eut également un engagement en cynophilie, ayant conduit notamment à la publication d’un livre destiné au grand public : « Nos chiens » et dans le monde du chat, en présidant le Cat Club de Paris.

## Académies, sociétés savantes, distinctions
Le Professeur Letard a été membre de plusieurs sociétés savantes, parmi lesquelles la Société nationale d'acclimatation de France, la Société de pathologie comparée, la Société de sexologie de France. Il fut également membre de l'Académie vétérinaire et de l'Académie d'Agriculture, qu'il présida toutes deux.
Il était officier de la Légion d'honneur, officier des Palmes académiques, officier du Mérite agricole et titulaire de plusieurs décorations étrangères.

### Notices d'autorité
VIAF, SUDoc, BnF